# Dziecinów

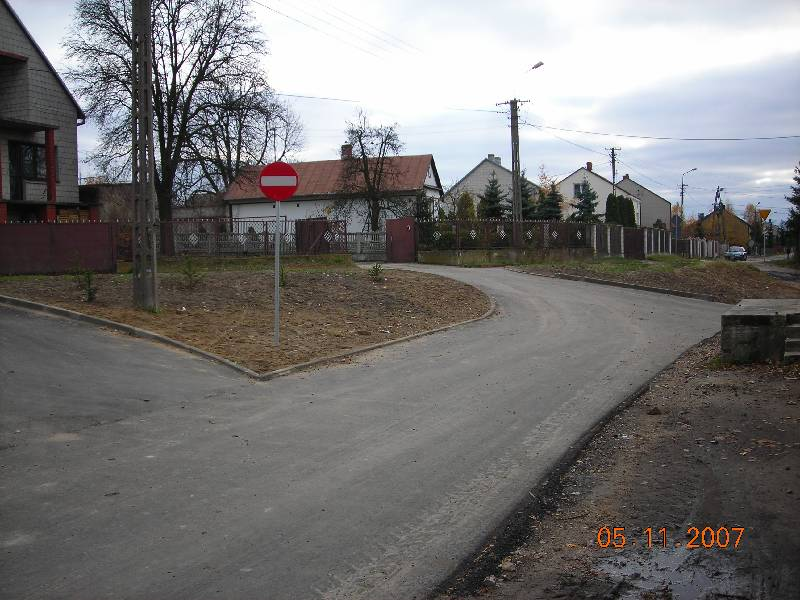
Centrum i Dziecinów.

Dziecinów är en by i Masovien i centrala Polen, belägen 32 km från Warszawa. Dziecinów har cirka 700 invånare (2007).